# Société Française de Vierzon
Die Société Française de Vierzon (SFV) war eine französische Traktorenfabrik.

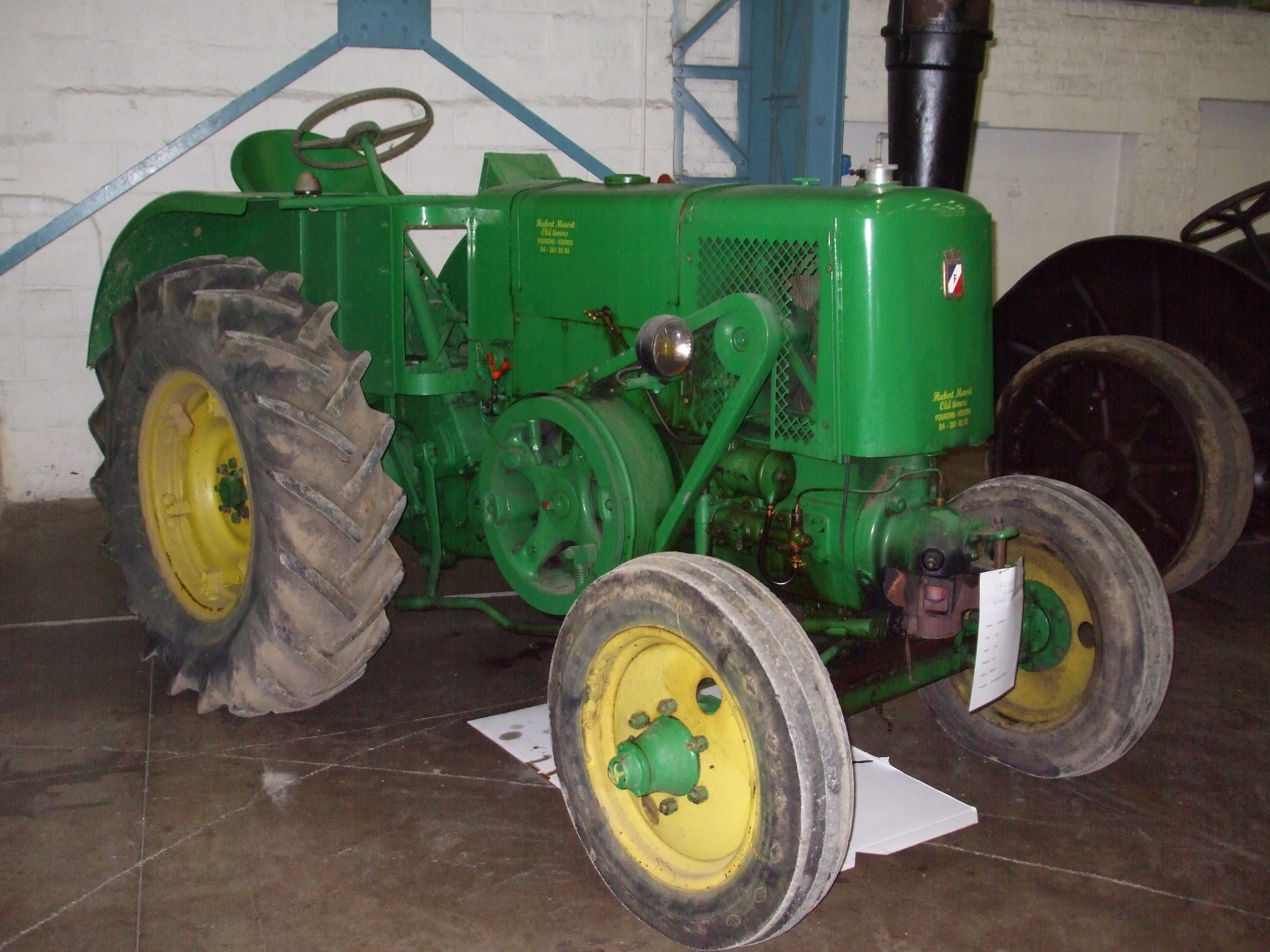
Vierzon 302, Baujahr 1954, 33 kW (45 PS)

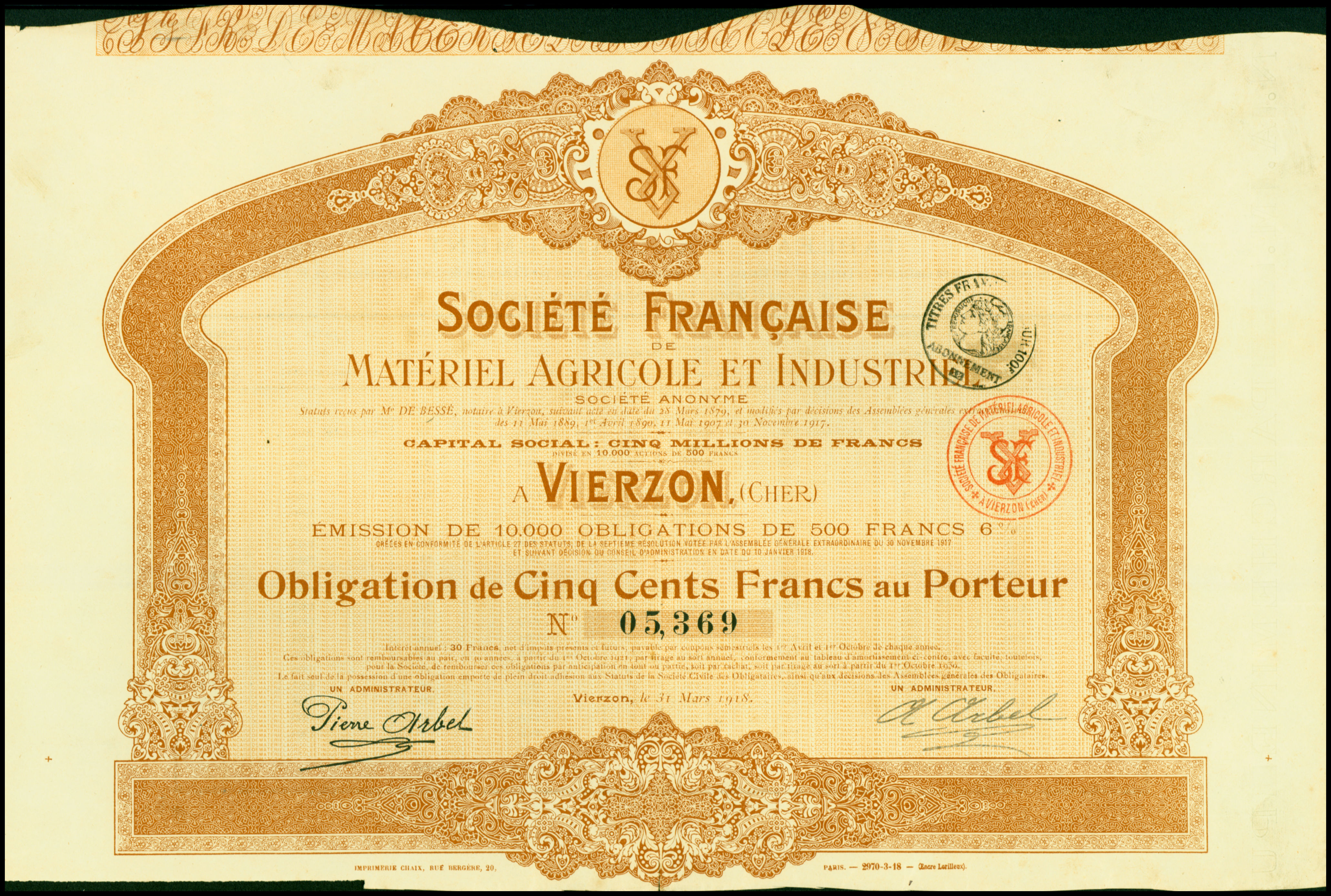
Obligation über 500 Francs der Société Française de Matériel Agricole et Industriel vom 31. März 1918

Sie wurde am 28. März 1878 von Célestin Gérard (* 13. Februar 1821; † 18. Oktober 1885) als Société Française de matériel agricole et industriel in Vierzon gegründet. Ab 1934, beginnend mit dem H1 (er hatte, ähnlich wie der deutsche Lanz Bulldog, einen Glühkopfmotor), verkaufte die SFV als erste in Frankreich Traktoren. Zwischen 1933 und 1960 stellte sie 41.177 Traktoren her. 1957 arbeiteten 1.740 Personen in der Fabrik.
1958 wurde die amerikanische Case Corporation Mehrheitseigner. 1960 fusionierten SFV und Case zu Case SFCV. 1964 wurde die Produktion eingestellt.
In einer ehemaligen Produktionshalle des Unternehmens ist heute das Musée de Vierzon untergebracht.